# BAG3
Le BAG3 (pour « BCL2-associated athanogene 3 ») est une protéine dont la mutation est responsable d'une forme de cardiomyopathie dilatée. Son gène, BAG3, est situé sur le chromosome 10 humain.

## Rôles
Il est exprimé essentiellement dans le myocarde et le muscle squelettique. Il a un rôle de protéine chaperon, interagit avec le Bcl-2 et intervient, finalement, dans la régulation des myocytes. Il agit sur les récepteurs adrénergiques de type bêta 1 ainsi que sur les canaux calciques de type L.
Il interagit avec la protéine CAPZ permettant la stabilisation de la structure myofibrillaire durant la contraction musculaire.

## En médecine
Une mutation du gène est responsable de 2 à 4 % des cardiomyopathie dilatées familiales,. Cette atteinte cardiaque survient vers 40 ans, plus grave chez l'homme.
Une autre mutation est responsable d'une dystrophie musculaire grave chez l'enfant.